# Ferdinando Raucci
Ferdinando Raucci (Roma, 1891 – Albania, 17 novembre 1943) è stato un militare italiano, colonnello di fanteria, Comando 9ª Armata, medaglia d'oro al valor militare.

## Biografia
Inizia la sua carriera in Accademia militare di Modena, partecipa alla prima guerra mondiale, dopo l'Armistizio di Cassibile si aggrega alle forze della resistenza albanese, assume il comando della zona di Peza. Cade in mano ai tedeschi assieme al tenente colonnello Goffredo Zignani e viene fucilato assieme a lui, il 17 novembre 1943